# Visão escotópica

Gráfico mostrando os valores da função de luminosidade escotópica (CIE 1951). O eixo horizontal é o comprimento de onda, em nm.

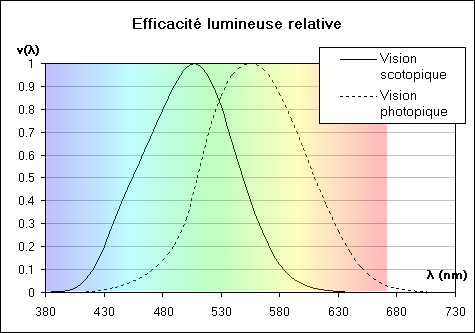
Comparação da eficácia relativa da visão fotópica e da visão escotópica em função do comprimento de onda da luz.

Espectro electromagnético visível pelo olho humano.

Visão escotópica (do grego skotos: escuridão e -opia: relacionado com a visão) é a visão produzida pelo olho em condições de baixa luminosidade.
Em algumas espécies, particularmente as adaptadas a actividade nocturna e com grande desenvolvimento da visão nocturna, como o besouro-elefante (Deilephila elpenor), existe percepção das cores em situações de quase escuridão.
No olho humano os cones não funcionam em condições de baixa luminosidade, o que determina que a visão escotópica seja produzida exclusivamente pelos bastonetes, o que impossibilita a percepção das cores. Em média, a visão escotópica humana ocorre em luminâncias entre 10−2 e 10−6 cd/m². Em condições intermédias de luminosidade (níveis de luminância entre 10−2 e 1 cd/m²), o olho humano é capaz de produzir uma forma de visão, designada visão mesópica, efectivamente uma combinação da visão fotópica com a visão escotópica. Contudo, esse tipo de visão permite baixa acuidade visual e uma deficiente discriminação das cores. Com níveis normais de luminosidade (níveis de luminância entre 1 e 106 cd/m²), a visão produzidas pelos cones domina e surge a visão fotópica, que no olho humano corresponde à máxima acuidade visual e discriminação de cor.
No olho humano, a máxima sensibilidade em visão escotópica atinge-se depois de cerca de 45 minutos de permanência na obscuridade, o que corresponde ao tempo necessário para se proceder à regeneração da quase totalidade das moléculas de rodopsina dos bastonetes para a sua forma activa. Em resultado da repartição dos bastonetes na retina, a máxima sensibilidade não se situa sobre o eixo óptico, mas a cerca de 6º para a sua periferia, pois a fóvea é constituída unicamente por cones. Daí resulta ser a visão escotópica marcadamente periférica.
A sensibilidade do olho humano aos diferentes comprimentos de onda em visão escotópica defere substancialmente da sensibilidade em visão fotópica (ver a tabela abaixo), atingindo o seu pico em torno dos 507 nanômetros. Em consequência, na literatura científica surge por vezes o termo lux escotópico, o qual corresponde ao lux fotópico corrigido utilizando a escala ponderal obtida pela aplicação da função de luminosidade escotópica.
| {\displaystyle \lambda } (nm) | {\displaystyle v(\lambda )} | {\displaystyle \lambda } (nm) | {\displaystyle v'(\lambda )} | {\displaystyle \lambda } (nm) | {\displaystyle v'(\lambda )} | {\displaystyle \lambda } (nm) | {\displaystyle v'(\lambda )} | {\displaystyle \lambda } (nm) | {\displaystyle v'(\lambda )} |
|                               |                             | 400                           | 0,009 29                     | 500                           | 0,982                        | 600                           | 0,033 15                     | 700                           | 0,000 017 80                 |
| 410                           | 0,034 84                    | 510                           | 0,997                        | 610                           | 0,015 93                     | 710                           | 0,000 009 14                 |                               |                              |
| 420                           | 0,096 6                     | 520                           | 0,935                        | 620                           | 0,007 37                     | 720                           | 0,000 004 78                 |                               |                              |
| 430                           | 0,199 8                     | 530                           | 0,811                        | 630                           | 0,003 335                    | 730                           | 0,000 002 546                |                               |                              |
| 440                           | 0,328 1                     | 540                           | 0,650                        | 640                           | 0,001 497                    | 740                           | 0,000 001 379                |                               |                              |
| 450                           | 0,455                       | 550                           | 0,481                        | 650                           | 0,000 677                    | 750                           | 0,000 000 760                |                               |                              |
| 460                           | 0,567                       | 560                           | 0,328 8                      | 660                           | 0,000 312 9                  | 760                           | 0,000 000 425                |                               |                              |
| 470                           | 0,676                       | 570                           | 0,207 6                      | 670                           | 0,000 148 0                  | 770                           | 0,000 000 241                |                               |                              |
| 380                           | 0,000 589                   | 480                           | 0,793                        | 580                           | 0,121 2                      | 680                           | 0,000 071 5                  | 780                           | 0,000 000 139                |
| 390                           | 0,002 209                   | 490                           | 0,904                        | 590                           | 0,065 5                      | 690                           | 0,000 035 33                 |                               |                              |